# Alve Nordenhielm
Alve Lennart Börje Nordenhielm, född 9 maj 1930 i Malmö, död 2015, var en svensk målare.
Han var son till stationsmästaren Nils Nordenhielm och Lillie Roos och från 1948 gift med Karin Irene Rosander. Nordenhielm var som konstnär autodidakt och debuterade i tidningen Expressens utställningar i Stockholm 1954–1956 där han tilldelades första pris 1955. Han medverkade därefter i Sveriges allmänna konstförenings utställningar på Liljevalchs konsthall och i Liljevalchs Stockholmssalonger. Han ställde ut tillsammans med tre andra konstnärer på Galerie Moderne i Malmö 1960 och tillsammans mad Kristian Starup ställde han ut i Svängsta 1961. Hans konst består av stilleben, figurmotiv, djur och landskapsskildringar.